# Оман верболистий
Оман верболистий, оман верболист (Inula salicina) — вид рослин з родини айстрових (Asteraceae), поширений у помірній Євразії.

## Опис
Багаторічна трав'яниста рослина 30–80 см заввишки. Рослина по всій довжині стебла густо облиствлена. Стеблові листки порівняно великі, до 12 см завдовжки, віддалені від стебла. Кошики одиничні або в негустому щиткоподібному суцвітті; квітучі — до 35 мм в діаметрі. Сім'янки 1.5–2 мм, голі. Папус білий. 2n = 16.

## Поширення
Поширений у помірній Євразії; інтродукований до штатів Массачусетс, Нью-Йорк.
В Україні вид зростає в світлих лісах, на схилах, серед чагарникових заростей — більш-менш звичайний, лікарський.

## Галерея

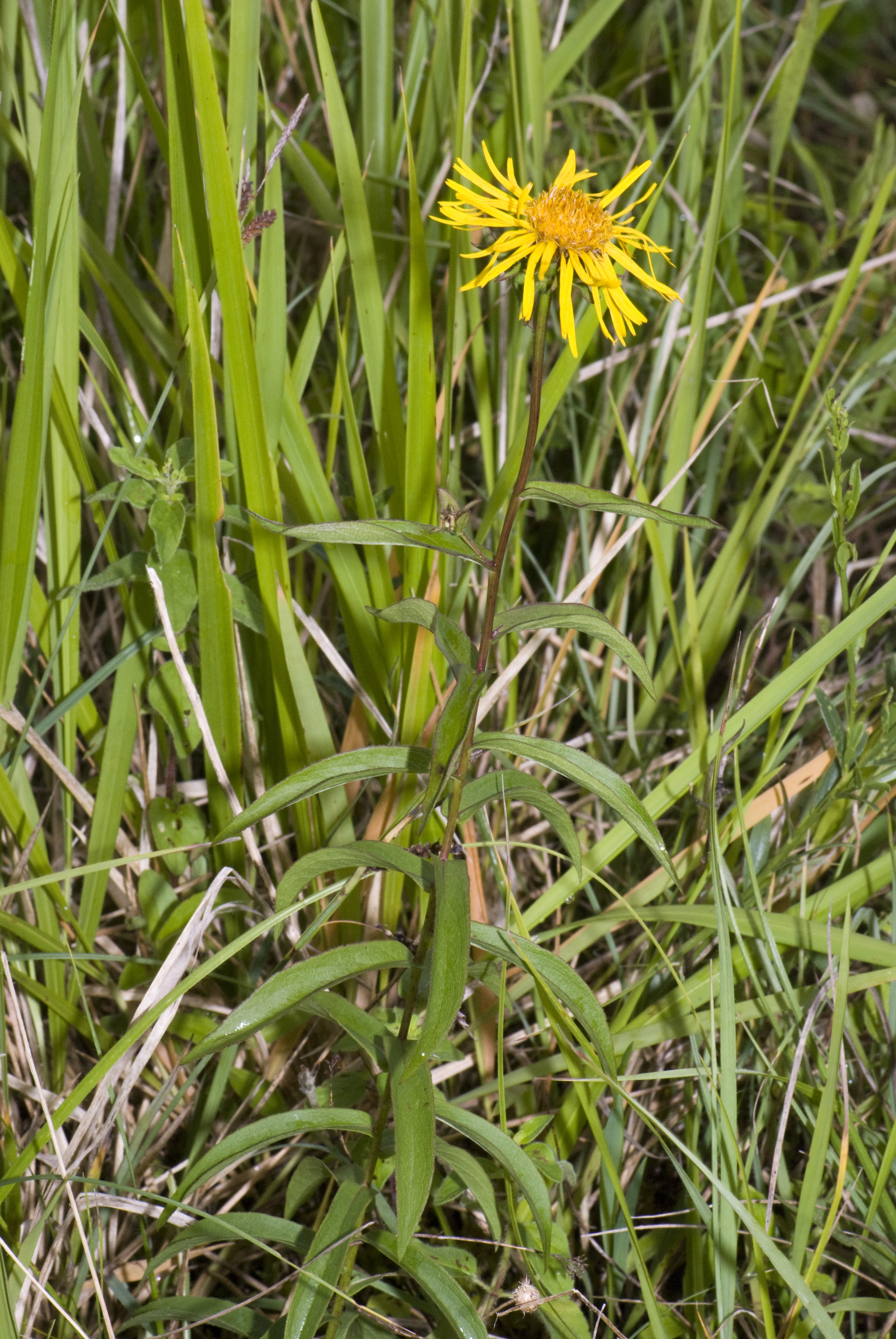
рослина в середовищі проживання
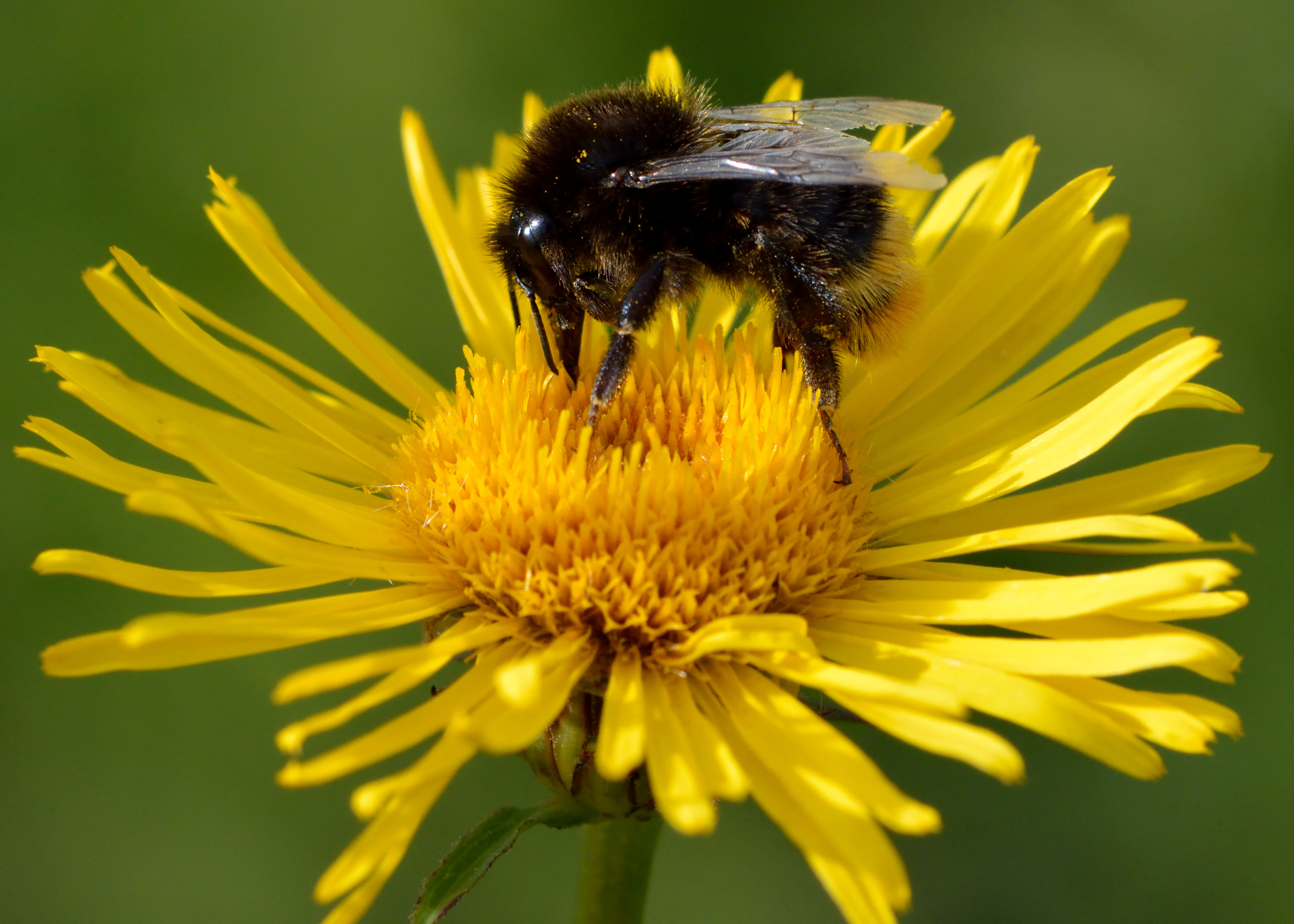
запилення за допомогою Bombus lapidarius
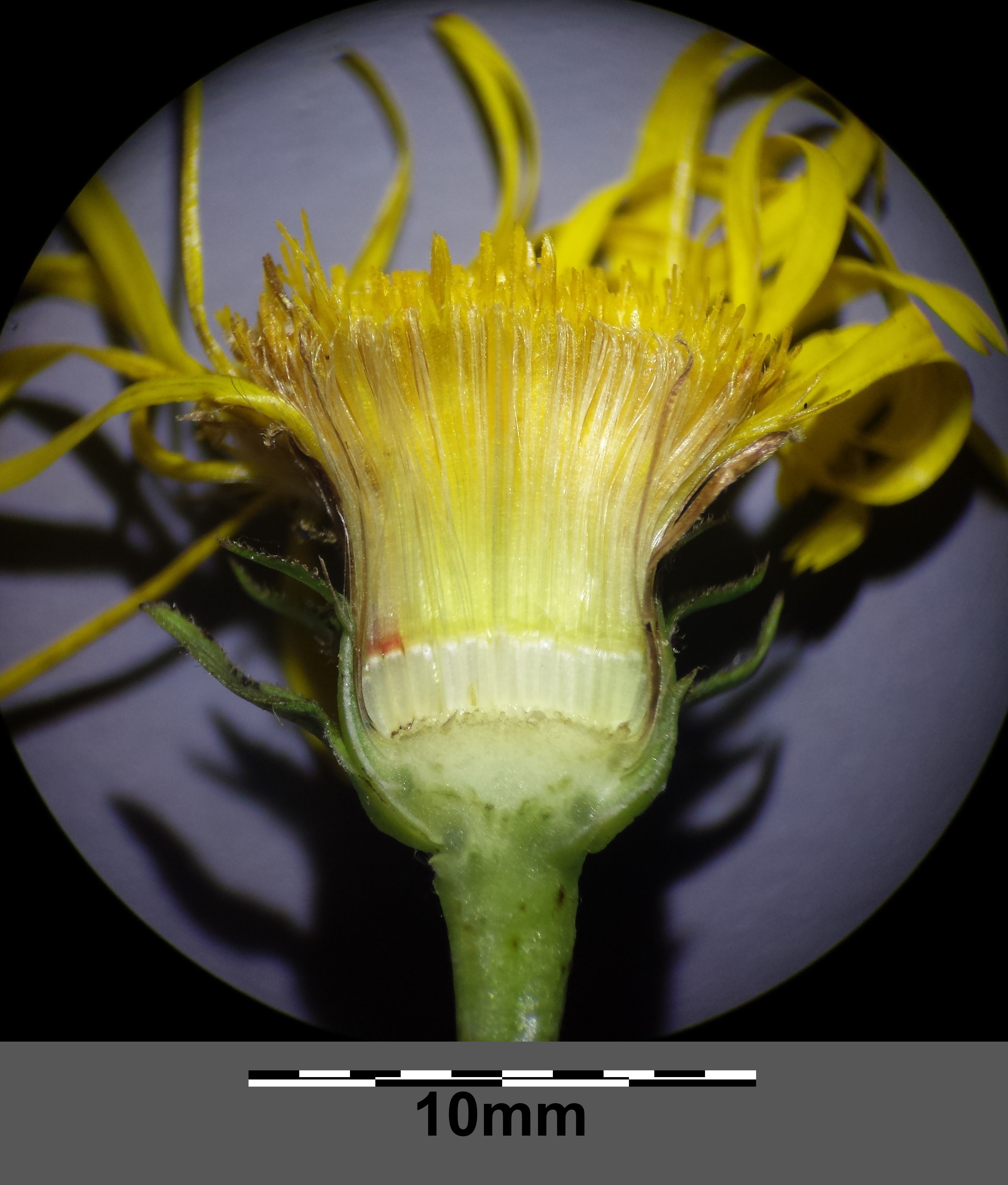
Квітковий кошик у розрізі
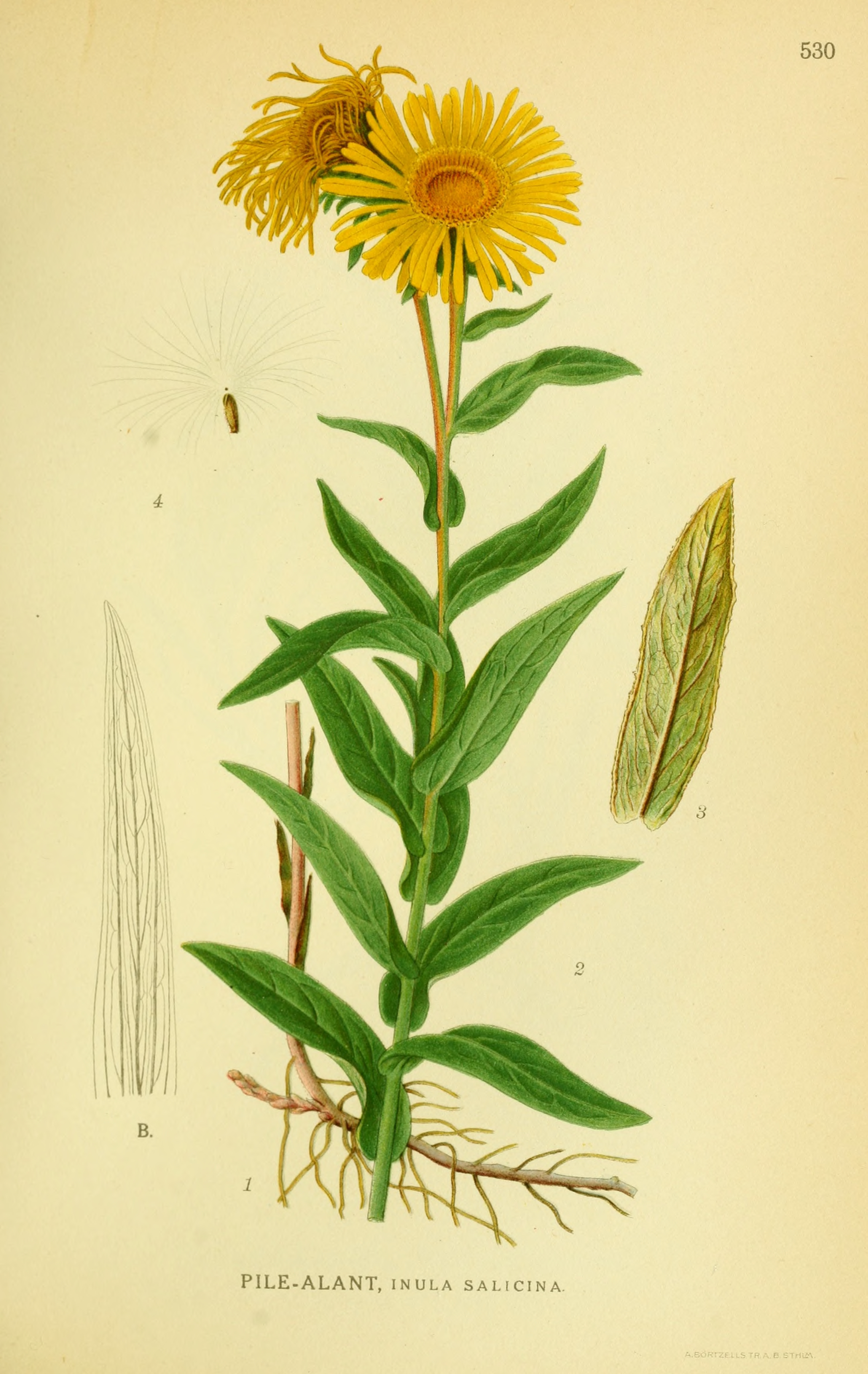
ілюстрація